# L'Assassinat du duc de Guise (film 1908)
L'Assassinat du duc de Guise, anche conosciuto in Italia con il titolo L'assassinio del Duca di Guisa è un film francese del 1908 diretto da André Calmettes e Charles Le Bargy e prodotto dalla compagnia Le Film d'Art.
Il film è di enorme importanza storica in quanto, oltre a inaugurare il successo mondiale del cinema francese, diede vita al moderno star system che fu consacrato in USA con i film di David Wark Griffith. Tecnicamente avanzato per l'epoca il montaggio. Pur trattandosi di un film muto, fu accompagnato da una sfarzosa colonna sonora composta da Camille Saint-Saëns ed eseguita dal vivo in sala che fu apprezzata da pubblico e critica.

## Trama
1588. Enrico III, re di Francia, intende uccidere il duca di Guisa, suo eterno rivale in amore. Il sovrano escogita un piano per l'assassinio convocando il duca al castello di Blois dove delle guardie appositamente istruite lo avrebbero atteso con le armi in pugno. L'amante del duca, a conoscenza di tali losche intenzioni, avvisa il nobiluomo. Ma il duca soggiunge "Non oserà!" e decide di presentarsi comunque.